# ورمیلیون، شهرستان داکوتا، مینه‌سوتا
ناحیه ورمیلیون، شهرستان داکوتا، مینه‌سوتا (به انگلیسی: Vermillion Township, Dakota County, Minnesota) یک سکونتگاه مسکونی در ایالات متحده آمریکا است که در شهرستان داکوتا، مینه‌سوتا واقع شده‌است.

## خصوصیات
ورمیلیون تونشیپ ۸۸٫۴ کیلومترمربع مساحت و ۱٬۲۴۳ نفر جمعیت دارد و ۲۷۳ متر بالاتر از سطح دریا واقع شده‌است.